# Sōfuku-ji (Fukuoka)
Pour les articles homonymes, voir Sōfuku-ji.

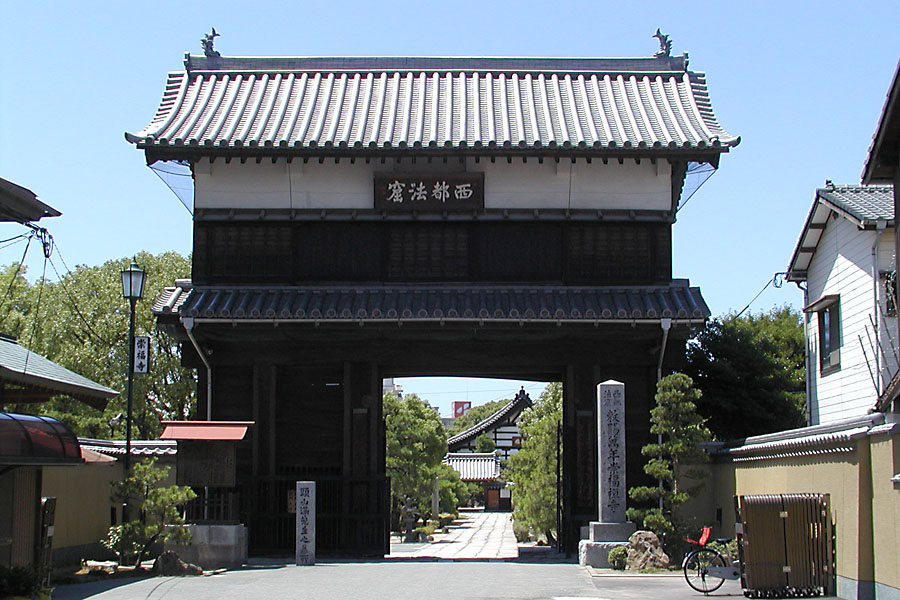
Le sanmon, ancienne porte du château de Fukuoka

Le Sōfuku-ji (崇福寺) est un temple bouddhiste Rinzai situé à Hakata-ku, préfecture de Fukuoka au Japon. Son préfixe honorifique sangō est Yokodakezan (横岳山). Fondé à Dazaifu en 1241, le temple a été déplacé à son emplacement actuel en 1600 après être devenu le temple de la famille Kuroda.